# Ed Jones (Politiker)

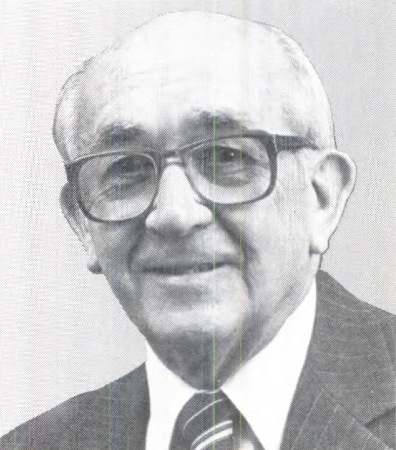
Ed Jones (1987)

Edward „Ed“ Jones (* 20. April 1912 in Yorkville, Gibson County, Tennessee; † 11. Dezember 1999 in Dyer, Tennessee) war ein US-amerikanischer Politiker. Zwischen 1969 und 1989 vertrat er den Bundesstaat Tennessee im US-Repräsentantenhaus.

## Werdegang
Ed Jones studierte bis 1934 an der University of Tennessee in Knoxville Landwirtschaft. Seit November dieses Jahres arbeitete er in der Verwaltung des Landwirtschaftsministeriums von Tennessee. Außerdem bewirtschaftete er eine eigene Farm. Von 1944 bis 1949 sowie nochmals zwischen 1953 und 1969 arbeitete er als Landwirtschaftsbeauftragter für die Eisenbahngesellschaft Illinois Central Railroad. Dazwischen war er in den Jahren 1949 bis 1953 als Commissioner of Agriculture Landwirtschaftsminister seines Heimatstaates. Von 1961 bis 1969 leitete er in Tennessee auch das Agriculture Stabilization and Conservation State Committee.
Politisch war Jones Mitglied der Demokratischen Partei. Nach dem Tod des Abgeordneten Fats Everett wurde er bei der fälligen Nachwahl für den achten Sitz von Tennessee als dessen Nachfolger in das US-Repräsentantenhaus in Washington, D.C. gewählt, wo er am 25. März 1969 sein neues Mandat antrat. Nach neun Wiederwahlen konnte er bis zum 3. Januar 1989 im Kongress verbleiben. Dort vertrat er zwischen 1973 und 1983 vorübergehend den siebten Distrikt seines Staates. Seit 1983 war er wieder Vertreter des achten Wahlbezirks. Während seiner Zeit als Kongressabgeordneter endete unter anderem der Vietnamkrieg. Im Jahr 1974 wurde auch die Arbeit des Kongresses von der Watergate-Affäre geprägt. 1971 wurde der 26. Verfassungszusatz im Kongress verabschiedet.
1988 verzichtete Ed Jones auf eine weitere Kongresskandidatur. Bis kurz vor seinem Tod am 11. Dezember 1999 bewirtschaftete er seine Farm nahe Yorkville.